# Clara Haskil
Clara Haskil (Bucarest, 7 de enero de 1895 – Bruselas, 7 de diciembre de 1960) fue una pianista suiza de origen rumano. Reconocida como intérprete del repertorio del clasicismo y del romanticismo temprano, Haskil es especialmente conocida por sus actuaciones y grabaciones de Mozart. Muchos la consideraron la intérprete más importante de Mozart en su tiempo. También fue conocida como una magnífica intérprete de Beethoven, Schumann, y Scarlatti. Además, Haskil colaboró con músicos famosos, como Georges Enescu, Eugène Ysaÿe, Pau Casals, Joseph Szigeti, Géza Anda, Isaac Stern y Arthur Grumiaux, con quien realizó su último concierto. Tocó como solista bajo la batuta de directores muy importantes, como Stokowski, Karajan, Beecham, Solti, Barbirolli, Boult, Jochum, Sawallisch, Kempe, Szell, Celibidache, Klemperer, Hans Rosbaud, Monteux, Cluytens, Paray, Markevitch, Giulini, Ansermet, Münch, Kubelik, Fricsay...

## Biografía

### Descubrimiento de un talento temprano

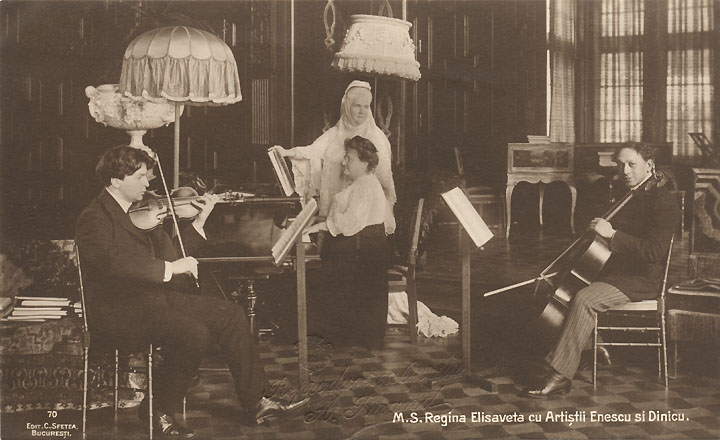
La Reina Elisabeta de Rumanía con G. Enesco

Clara Haskil provenía de una familia judía sefardí rumana (“Haskil” parece provenir del verbo hebreo השׂכיל que significa “discernir”, relacionado con la palabra Haskala) y fue una niña superdotada. A los tres años ya reproduce, con un dedo, melodías que ha escuchado. La madre de Clara, Berthe Haskil, pianista y música aficionada, le da sus primeras lecciones de piano y Clara revela increíbles dotes de oído y digitación. Su madre le dio su nombre de pila en memoria de su propia hermana mayor a quien admiraba apasionadamente y que murió a la edad de veinte años mientras estudiaba brillantemente piano en el Conservatorio de Bucarest. Clara también estudia el violín y también tiene talento para este instrumento. Tiene dos hermanas, Lili, la mayor, que toca el piano, y Jane, la menor que está aprendiendo violín.
Su padre murió en 1899 a consecuencia de una neumonía contraída una noche de diciembre durante un incendio en su edificio, y su madre tuvo que mantener a la familia dando clases de piano, francés, alemán, italiano, griego moderno, y luego abriendo un pequeño taller de costura, para poder quedarse con sus hijos. Pero su trabajo no es suficiente y la familia sobrevive gracias a la ayuda de uno de sus hermanos, Isaac. Actuario, Isaac se convertirá en director de National, una de las primeras compañías de seguros rumanas. Así podrá ayudar a los Haskil y poco a poco se convertirá en el cabeza de familia.
Clara Haskil sigue desarrollando sus dotes, siempre junto a su madre. Un amigo de los Haskil lleva a la niña a un profesor de canto del Conservatorio que le toca una sonatina de Mozart que ella no conoce. Clara la toca inmediatamente sin fallar, de una sola vez, luego la vuelve a tocar transponiéndola. Tiene cinco años y su madre decide hacerla comenzar en el conservatorio. Su fama se extiende y hace que la escuche la propia reina Elisabeta de Rumania.

### Formación en Viena y París

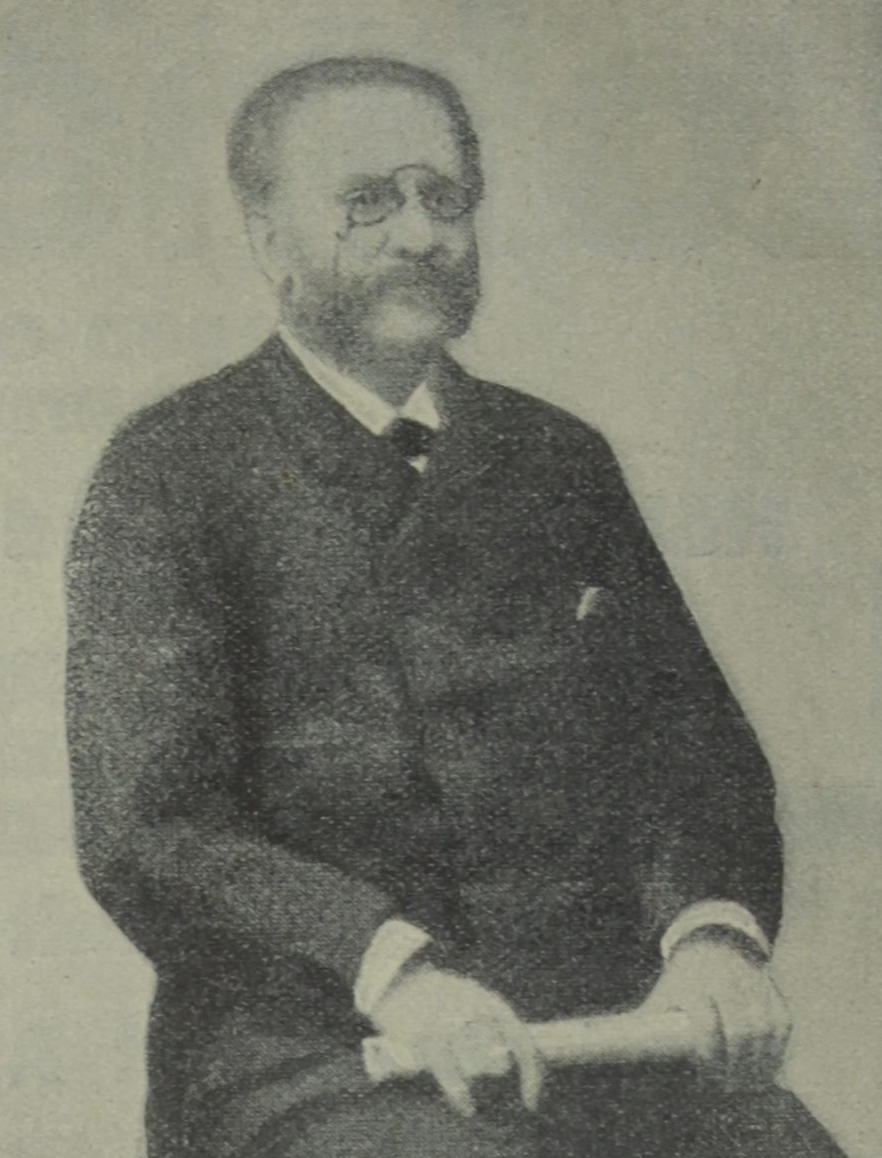
Anton Door (1833–1919) ~1913

Cuando Clara tenía siete años, la familia decidió enviarla a estudiar piano a Viena, donde va sola con otro de sus tíos, el tío Avram, un médico de treinta y cinco años que ya no ejerce y que tiene una verdadera pasión por su pequeña sobrina. En Viena, Avram la lleva a visitar al famoso pianista Anton Door. Asombrado por las cualidades de la niña, escribió al diario vienés Neue Freie Presse que publicó el siguiente artículo:
   "El profesor Anton Door llama nuestra atención sobre una niña cuyo talento musical es bastante excepcional. Y nos escribe:
   “Estos días vino a mi casa un médico procedente de Rumanía y llevaba de la mano a una niña de siete años, hija de una viuda. Esta niña es un prodigio: nunca ha recibido una verdadera educación musical -pero no es necesaria porque todo lo que se le toca, en las posibilidades de sus manitas, lo toca a su vez de memoria, sin falta y lo que es más en cualquier tono. Le presenté una sonata fácil de Beethoven: la descifró perfectamente y sin problemas. Estamos ante un gran enigma: esta madurez del cerebro de una niña es verdaderamente angustiosa."
Clara estudió en Viena con el profesor Richard Robert. Este maestro, del que también fueron alumnos Rudolf Serkin o George Szell es un excelente pedagogo que ve a una niña triste y le organiza una pequeña habitación donde pueda jugar. La pequeña Clara, que entonces apenas tenía ocho años, aprendió rápido y tocó entonces sus primeros conciertos de Mozart.
Después de tres años de estudio con Richard Robert, el tío Avram decide llevar a Clara, que entonces tenía diez años, a París, donde empezó a estudiar con Joseph Morpain (alumno de Gabriel Fauré). Clara se presenta a las pruebas de acceso a piano y violín del Conservatorio de París. Continuó sus estudios de violín junto con los de piano hasta que la escoliosis deformante que le fue diagnosticada en 1914 le impidió seguir tocando este instrumento. Se convirtió en alumna de Alfred Cortot en 1907, pero al ilustre pianista no le gustaba y, frente a los demás alumnos, a menudo la despedía diciendo: “¡La próxima vez sabremos de ti! Incluso le dirá: “¡Tocas como una señora de la limpieza! y se la entregó a su colega Lazare-Lévy. Gabriel Fauré, entonces director del Conservatorio de París, se encariñó con ella y la felicitó después de escucharla tocar una de sus piezas, Tema y variaciones: "¡No sabía que había tanta música en esto que había escrito!".
Clara vive sola en París con su tío Avram, un hombre taciturno, y durante unas vacaciones en Rumania, su madre al verla tan triste decide alquilar un apartamento en París. Por razones materiales, no podrá llevarse a sus otras hijas Lili y Jane. El tío Avram, enfermo, regresó a Bucarest y se unió a la compañía de seguros de su hermano, donde permaneció hasta 1911.
En 1909, a la edad de catorce años, Clara obtuvo el primer premio de violín en el concurso de la Union française de la jeunesse presidido por Jacques Thibaud, pero sólo un segundo premio de piano en el Conservatorio. Al año siguiente, en 1910, Clara gana su primer premio de piano en el Conservatorio en la clase de Alfred Cortot. Comienza a dar conciertos. En Viena, un empresario suizo se interesó por ella y organizó una gira por el norte de Italia y Suiza. Ferruccio Busoni, que escuchó tocar a Clara en Zúrich, sugirió a su madre que la joven viniera a estudiar con él, a Berlín, y se encontró con una negativa de la que Clara se arrepentiría toda su vida.

### Primera Guerra Mundial y su escoliosis

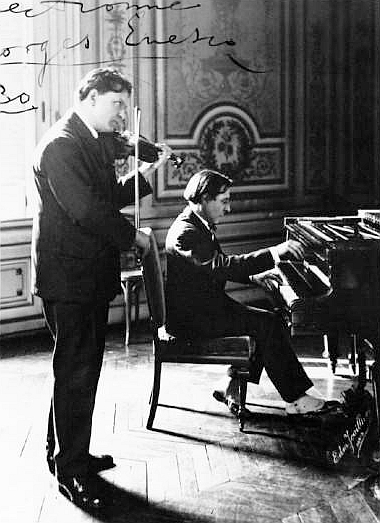
Georges Enesco & Alfred Cortot 1930

Aquejada de escoliosis deformante, Clara Haskil es acogida en Berck, en el norte de Francia, donde se tratan pacientes con tuberculosis ósea. Vivirá allí un calvario hecho de agudos sufrimientos morales y físicos. Será encorsetada con un corsé de yeso durante muchos meses y permanecerá en Berck hasta el final de la guerra, en 1918.
En 1917 la madre de Clara Haskil murió de cáncer. Su tío Avram estaba en un campo de refugiados (fue arrestado ya que había tomado la ciudadanía austriaca). Clara se encuentra sola. Si bien hasta entonces no era particularmente propensa al miedo escénico, a partir de entonces éste se volverá terriblemente intrusivo y paralizante. A menudo se niega a tocar, alegando que "no funcionará...". Además, rara vez está satisfecha con sus prestaciones.

### Primeros éxitos y mecenas
Después de la Primera Guerra Mundial, regresó a París. Georges Enesco intervino entonces ante el Estado rumano para que la joven música pudiera completar allí sus estudios musicales y en 1921 lo hizo actuar en Lausana. En París, la pianista conoció a la Sra. Gélis-Didot y la Sra. Paul Desmarais, quienes organizaban un salón y se encontraban entre los mecenas más activos del mundo musical parisino. Fue la señora Desmarais quien le ofreció a Clara Haskil ir a reponer fuerzas a Suiza, acompañada de una enfermera. Allí encuentra a su tío Avram, cuyo carácter se ha ensombrecido mucho y realiza encuentros importantes para el reconocimiento de su talento. Durante estos años, de 1920 a 1950, Suiza fue el único país donde el público reconoció el genio de Clara Haskil y le aseguró su lealtad.
La joven pianista carecía de confianza en sí misma. Durante su primer concierto con la Orquesta de la Suisse Romande y su director Ernest Ansermet, su miedo escénico era tan fuerte que no podía imaginar subir al escenario. Sin embargo, el concierto fue un éxito y Ernest Ansermet no deja de felicitarla. Clara Haskil pasa la noche en el hotel repitiendo a su compañera de cuarto: "¿No es así, Monsieur Ansermet está furioso?". Esta autocrítica excesiva, el miedo escénico paralizante antes de subir al escenario y la enfermedad de Parkinson de su tío Avram, que rechaza los cuidados de su sobrina, la llevan a rechazar e incluso cancelar conciertos, e impiden que su carrera avance. En ocasiones se ha escrito que Clara Haskil tenía una actuación sobria, "adelantada a su tiempo" y que por ello habría sido rechazada por el público parisino. No es así: la crítica de la época y las pocas grabaciones de las décadas de 1920 y 1930 muestran todo lo contrario a una pianista con un toque muy virtuoso, apasionado y romántico en esencia.
Su carrera se estancó a pesar del apoyo de sus patrocinadores. En 1924, en Bruselas, su concierto obtuvo un gran éxito... pero no volvería a ser contratada hasta 1930. Dio dos conciertos en Viena donde interpretó su caballo de batalla de la época, una obra con la que no se la identifica hoy en día, el segundo concierto de Rajmáninov: es un gran éxito, pero serán sus únicas apariciones en Viena hasta 1952...

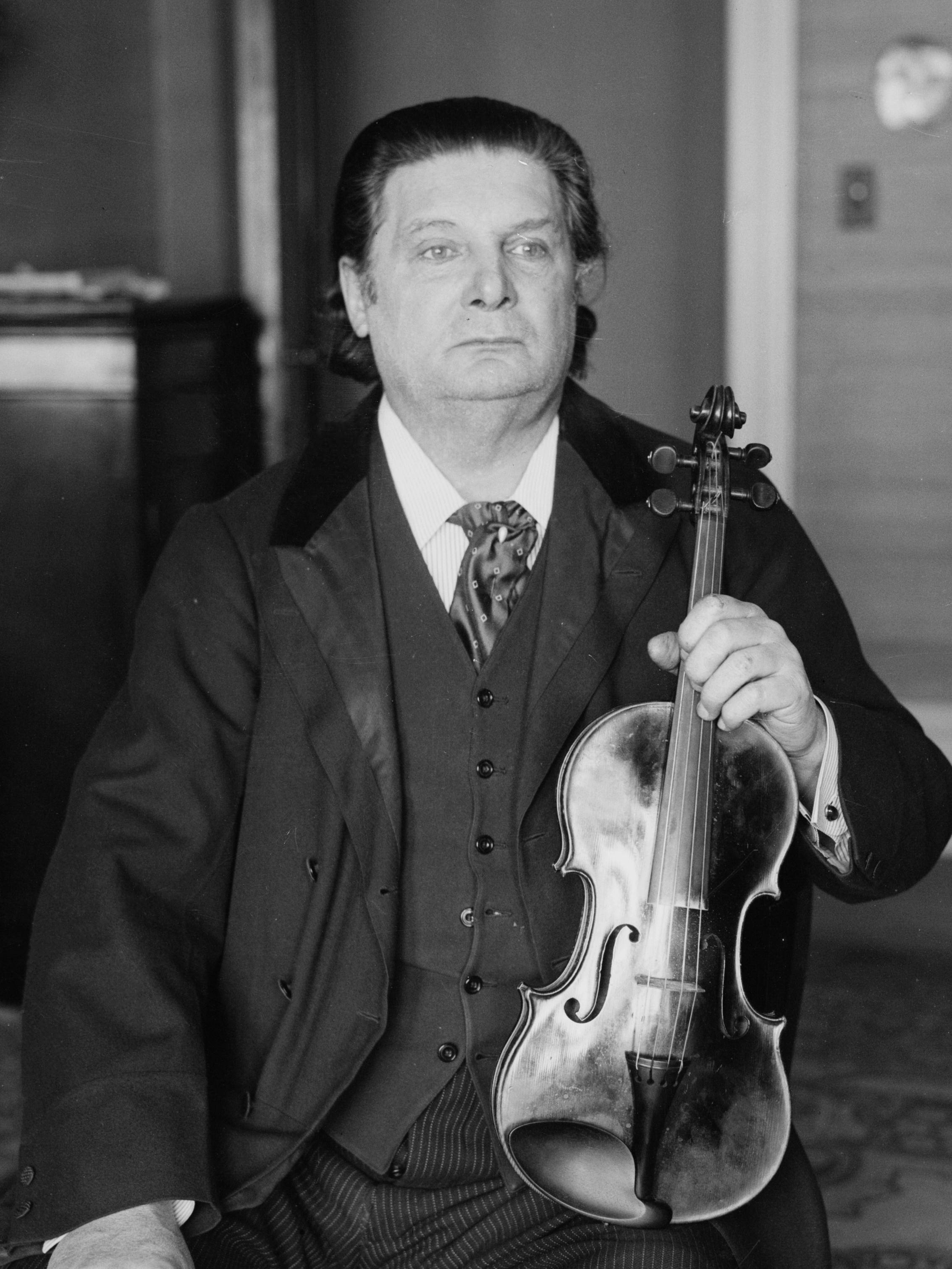
Eugène Ysaÿe

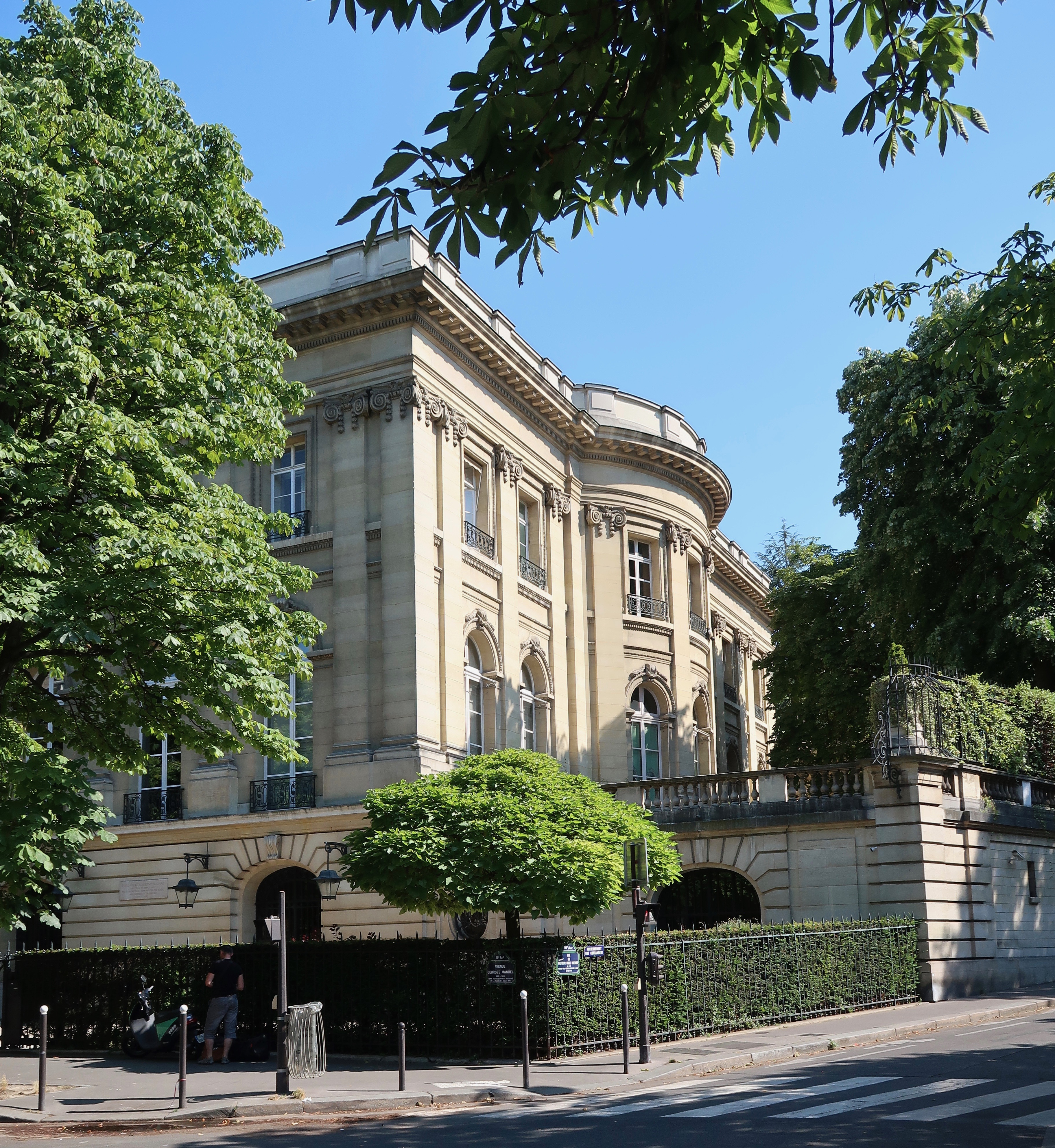
43 avenue Georges-Mandel, Paris 16e (antigua avenida Henri-Martin)

La Sra. Gélis le organiza una gira por Norteamérica y Clara Haskil triunfa en Nueva York. Deslumbrado por la interpretación de esta joven pianista de 29 años, el crítico del Courrier Musical de New York escribió un artículo muy elogioso y sumamente sensible el 13 de noviembre de 1924: "Decir que Miss Haskil toca con toda su alma puede parecer ridículamente sentimental; no hay, sin embargo, otra o mejor expresión. Parece estar buscando el significado puramente interior y más profundo de los pensamientos y sentimientos que se encuentran en la mente misma del compositor, a través de su música. Su interpretación denota una inmensa y simpática comprensión de los impulsos humanos, de todas las pasiones, deseos, alegrías y tristezas, sucesivas esperanzas y desánimos que han inspirado la composición de las obras que interpreta. Oír a mademoiselle Haskil interpretar a Schumann, Chopin, Ravel, es tocar de cerca la revelación de la naturaleza de estos hombres, de los motivos que les hacían escribir y que les hacían escribir como lo hacían. Ya no es un simple concierto, es más bien una íntima comunión con el genio. Clara Haskil regresó a Nueva York al año siguiente, en 1925, nuevamente gracias a Mme Gélis, luego a fines de 1926 - principios de 1927, en particular para un concierto con el director de orquesta británico Leopold Stokowski. Este concierto fue un gran éxito y Léopold Stokowski la recomendó a su agente. Este último estaba listo para organizar una gira por los Estados Unidos pero a falta de Clara Haskil de contar con los 100 dólares necesarios para los gastos de publicidad, una suma importante en ese momento, esta gira no se llevará a cabo y no regresará a los Estados Unidos más que treinta años después.

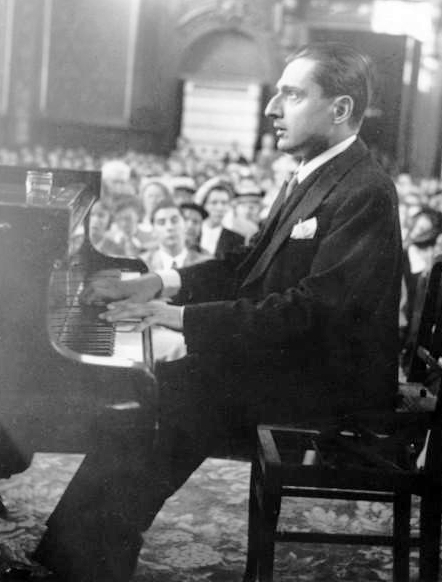
Dinu Lipatti, Besançon, 1950

Para la música de cámara, sus socios se entusiasman inmediatamente con el diálogo que se establece con ella, como Pau Casals al que le encanta tocar en su compañía. En 1927, con motivo del centenario de la muerte de Beethoven, el gran violinista Eugène Ysaÿe la eligió para interpretar las diez sonatas para violín y piano del maestro en tres conciertos.
La casa Gaveau le ofrece hacerse cargo de toda su carrera con la única condición de que solo toque los pianos de la marca. Como no le gustan estos instrumentos, se niega, a pesar de los repetidos intentos de acercarse de la marca francesa que, así rechazada, acabará desistiendo.

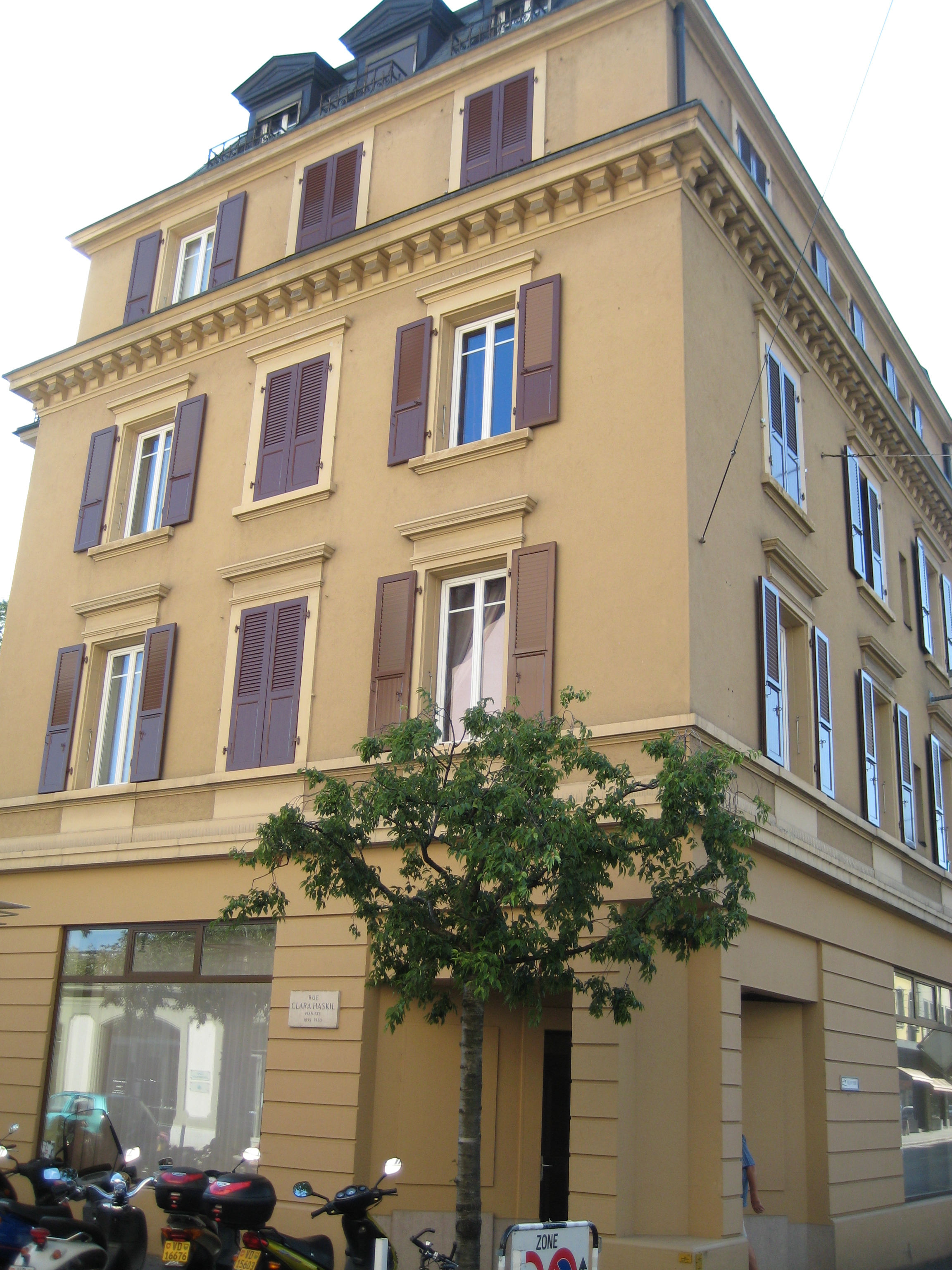
Edificio en Vevey en el que vivió Clara Haskil desde 1951 hasta 1960.

Conoce a la princesa de Polignac, nacida como Winnaretta Singer, una de las últimas grandes mecenas privadas del siglo XX. La princesa reconoce en ella a una gran música y decide ayudarla, no tanto por su fortuna (su avaricia era legendaria) como poniendo a su disposición uno de los pianos de su mansión privada de la avenida Henri-Martin. Clara puede así ensayar tanto como quiera y poco a poco se va introduciendo en las veladas musicales que ofrece la princesa en sus salones. Clara se encuentra allí con Stravinsky, Poulenc, Rubinstein, Horowitz. Pero Clara, que es enfermizamente tímida, nunca aprovechará estos encuentros a excepción de su encuentro una tarde de 1936 con un joven pianista de inmenso talento, Dinu Lipatti, también rumano. Instantáneamente se establece entre ellos una profunda amistad que sólo la muerte de su amigo en 1950 interrumpirá. En 1938 estrenó su sinfonía concertante para dos pianos para él.

### Segunda Guerra Mundial: refugios en la zona libre de Francia y en Suiza
Su talento empieza a imponerse pero la guerra llega para ponerlo todo en entredicho. Clara Haskil es judía y tiene que esconderse. Gracias a su hermana Jane, miembro de la Orquesta Nacional de Francia, pasó con los músicos a la zona libre bajo el gobierno de Vichy y fue recibida en la mansión de otra protectora de las artes, la condesa Lily Pastré. De hecho, es gracias a la insistencia de Youra Guller, compañera de clase del conservatorio, que Clara se aloja en la propiedad de la condesa en Montredon, ya atestada de exiliados y fugitivos.
En 1942, su salud se deterioró. Tiene cada vez más problemas para leer, dolores de cabeza cada vez más violentos la asaltan casi a diario: se le diagnostica un tumor en el nervio óptico. Traen de París a un discípulo de un gran neurocirujano que acepta que no le paguen su operación y sólo pide que le paguen el viaje y los documentos de la zona libre. La operación, que se desarrolla en Marsella, dura nueve horas con anestesia local. Durante toda la operación, para comprobar que nada en su cerebro está afectado, Clara Haskil toca en la mesa de operaciones el concierto “Jeunehomme” de Mozart, “su concierto” como ella lo llama. Su recuperación es rápida y asombrosa. Para celebrar este "regreso a la vida", se organiza un concierto para ella en los jardines de Montredon. Interpreta el Concierto en re menor n.º 20, KV 466 de Mozart. Un relato de Antoine Goléa evoca la Belleza Absoluta que se atreve a oponerse al mal y a los sufrimientos de la guerra.
Como podía ser detenida en cualquier momento y una vez ya liberada de una redada organizada por la policía francesa de Vichy, se la instó a refugiarse en Suiza, a lo que se negaba. El mismo círculo de amigos y admiradores, que en Suiza se encargó de recaudar el dinero necesario para su operación, se afana ahora en obtener los papeles que le permitirán ser acogida en este país que, desde sus inicios, la reconoció. Tras una última vacilación, casi en el andén de la estación, Clara Haskil subió sola al tren rumbo a Suiza a principios de noviembre de 1942. Llegó a Ginebra veinticuatro horas después. El oficial de aduanas que revisó sus papeles le dijo: “Es usted, señorita Haskil, quien nos hizo una música tan hermosa…” Su círculo de amigos la llevó al cantón de Vaud donde vivió hasta su muerte. A pesar de la prohibición que se le hace de salir del cantón, consigue poder dar algunos conciertos en la Suiza francófona. La lealtad del público suizo le asegurará los escasos ingresos que tendrá durante estos años al final de la guerra.

### Reconocimiento internacional tardío

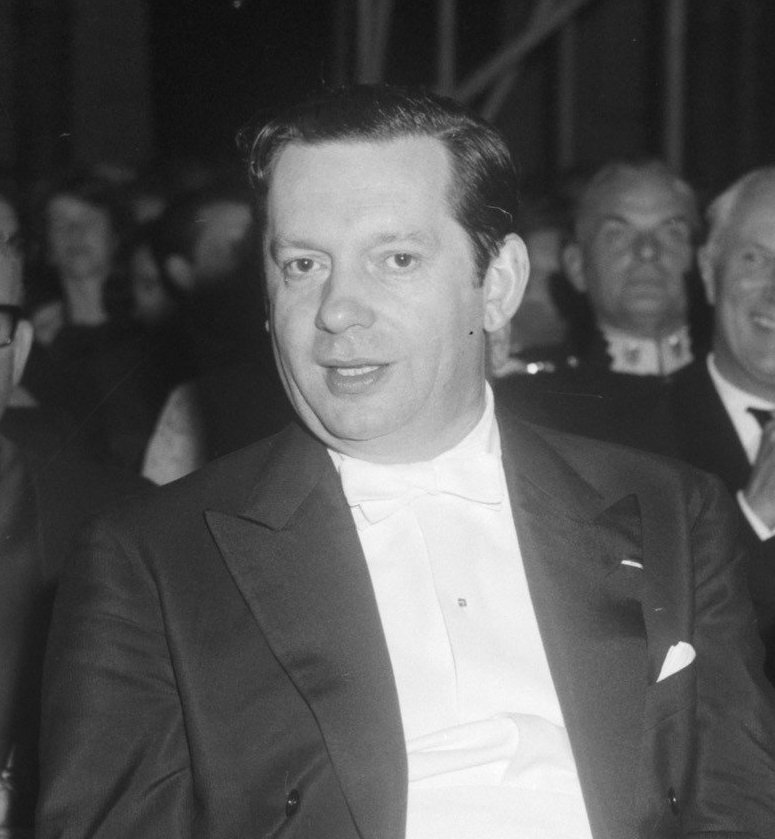
Arthur Grumiaux

Si bien su vida estuvo compuesta principalmente de decepciones, sufrimiento y citas perdidas con una carrera que prometía ser extremadamente brillante, Clara Haskil aguantó y su perseverancia finalmente le valió un brillante reconocimiento. Tan pronto como terminó la guerra, fue invitada por todo el mundo. Primero en Suiza donde ahora puede moverse libremente y donde toca en Ginebra, Zúrich, La Chaux-de-Fonds y Ascona, luego en Inglaterra donde graba para la BBC una serie de sonatas de Doménico Scarlatti que conocen un gran éxito. En 1947 grabó su primer disco comercial para la compañía Decca (en 78 rpm): el cuarto concierto de Beethoven con Carlo Zecchi.
Durante una serie de conciertos en Holanda en 1949, cuando empezó a ganar la fama que se merecía. Clara Haskil siendo apátrida, solicitó y obtuvo la nacionalidad suiza en 1949, lo que puso fin a sus problemas administrativos para tocar en determinados países. En 1950 forma un dúo memorable junto al violinista Arthur Grumiaux, con quien hizo grabaciones de gran valor musical, especialmente las sonatas para violín y piano de Beethoven. En 1951 se presenta en París, teniendo esta vez un gran reconocimiento.
Durante los últimos diez años de su vida, su agenda estuvo sobrecargada de conciertos y pudo comprarse un piano Steinway. Toca en los Países Bajos, en Alemania, donde siempre fue muy aclamada, y en Francia, donde finalmente se reconoce su excepcional talento. En 1956 fue elegida por la Philharmonia Orchestra y Herbert von Karajan para una gira europea en homenaje a Mozart, cuyo bicentenario de nacimiento se celebra. Una grabación pública realizada durante la Mozartwoche de Salzburgo da fe de ello y ha sido publicada por el Festival de Salzburgo en disco compacto. Después realizó una gira por los Estados Unidos, limitada sin embargo a Boston y Nueva York, donde dio cuatro conciertos con Charles Munch y Paul Paray y recibió grandes ovaciones. Allí, como en todas partes, se retoma la fórmula aparecida unos años antes en un periódico vienés: “Clara Haskil fue enviada a la tierra para tocar a Mozart”. Como un cometa, la pianista ilumina el cielo norteamericano pero no volverá: la frágil salud de la artista asusta a los empresarios estadounidenses.

### Su interpretación excepcional y su frágil salud

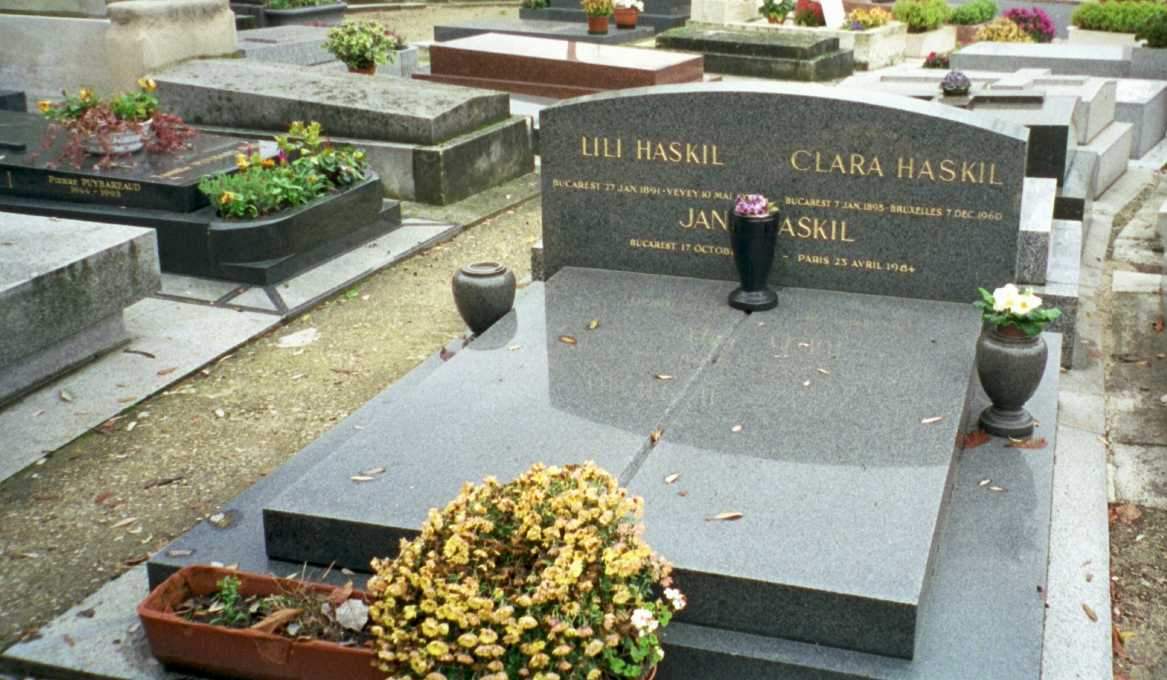
Tumba de Clara Haskil y sus dos hermanas, en el Cementerio de Montparnasse, división 4, en París.

"La Gran Dama de la Música", como ahora la apodan, debe enfrentar las exigencias de una carrera que asusta y agota a los más jóvenes que ella. Entre 1957 y 1958 estuvo dos veces al borde de la muerte y se vio obligada a abandonar temporalmente la vida musical. Se considera entonces "en tiempo prestado", pero vuelve al escenario, retoma las sesiones de grabación, algunas de las cuales dejan boquiabiertos a los productores: ciertos movimientos de las obras sólo requieren una toma, su interpretación alcanza una cálida perfección. Así entre 1956 y 1958, para la firma Philips, grabó con el violinista Arthur Grumiaux las sonatas para piano y violín de Mozart K.301, K.304, K.376, K.378, K.454 y K.526, así como así como las sonatas completas para piano y violín de Beethoven. En una carta a su esposa fechada el 26 de junio de 1953, Arthur Grumiaux escribe: “Mi primer concierto, el de Clara Haskil (adjunto una foto) fue, al parecer, magnífico. Tuve la mayor alegría de tocar con esta magnífica artista, una gran música y… de una modestia que muchos harían bien en imitar”. Arthur Grumiaux había conocido a Clara Haskil en el Festival Pablo Casals y este encuentro había sido el punto de partida de sus giras de conciertos y sus grabaciones, y también de una gran amistad. Charlie Chaplin, que vivía cerca de Vevey, sentía una gran amistad y una gran admiración por Clara Haskil. A menudo la invitaba al Manoir de Ban y especialmente cada Navidad cuando ella se sentaba al piano después de la cena. Dijo de ella: "He conocido a tres genios en mi vida: Einstein, Churchill y Clara Haskil".
De camino a Bruselas en 1960 para encontrar allí a Arthur Grumiaux, se cayó por las escaleras de la Gare du Midi y, tras ser trasladada de hospitales a clínicas, murió el 7 de diciembre. Está enterrada en el Cementerio de Montparnasse de París, con sus dos hermanas.

## Repertorio y estilo
En un principio su repertorio se basó en los románticos (Beethoven, Schubert, Schumann) y fue la primera en ejecutar las tres sonatas de Chopin. Más adelante, por la década de los cincuenta ya se orientó también hacia Mozart, ejecutando varios de sus conciertos para piano y orquesta. De los compositores modernos ejecutó solamente a Bela Bartok y Paul Hindemith. 
Como pianista, sus interpretaciones se caracterizaron por una pureza de tono y fraseo que pueden proceder de su habilidad como violinista. Transparencia y delicada inspiración fueron otros rasgos distintivos de su estilo. Además poseía gran musicalidad, un sonido excelente y una calidad interpretativa verdaderamente original. 
El debilitamiento de su fuerza física la obligó a reducir la dinámica sonora de su interpretación, que ahora florecía desde el triple matiz del piano hasta el forte simple. Ella reunió en esto los medios sonoros de un Chopin del que ella fue una intérprete rara y brillante. 

## Concurso Clara Haskil
El Concurso Internacional de Piano Clara Haskil se celebra cada dos años en Vevey (Suiza). Fue fundado en 1963 para "honrar y perpetuar la memoria de Clara Haskil".

## Discografía selecta
- Beethoven, Son. vl. y p. n. 1-10 - Grumiaux/Haskil, 1956/1957 Philips
- Mozart, Conc. p. n. 13, 20/Son. p. - Haskil/Fricsay/Baumgartner, Deutsche Grammophon
- Mozart, Conc. p. n. 19, 27/Son. p. n. 2 - Haskil/Fricsay/BP/Bayer. SO, Deutsche Grammophon
- Mozart, Conc. p. n. 20, 24 - Haskil/Markevitch/Conc.Lamour., 1954/1960 Philips
- Mozart, Conc. vl. n. 1-5/Son. K 454, 526 - Grumiaux/Davis/LSO/Haskil, 1956 Philips
- Mozart, Son. vl. y p. K. 301, 304, 376 - Grumiaux/Haskil, 1958 Philips
- Schumann: Piano Concerto in A Minor, Kinderszenen & Others - Clara Haskil/The Hague Philharmonic Orchestra/Willem van Otterloo, 1956 Philips
- Haskil, Clara Haskil Edition - Decca/Philips/DG/Westminster, 1934/1960 Decca
- Grandes pianistas del Siglo XX. Vols. 43 y 44. Philips